# 孟拱 (古国)
孟拱（德宏傣语：ᥛᥫᥒᥰ ᥐᥩᥒᥰ），是一個曾經存在於緬甸北部的撣族王國（勐），位於現在的撣邦和克欽邦。王國由1215生存至1796年，孟拱是最大的城市。

## 歷史
根據撣族傳說，孟拱的前身是一個名為Udiri Pale的王國，成立於公元前58年。但根據正式的撣族編年史，孟拱是成立於1215年，由一位名叫三隆法的詔法成立。他統治時期王國擴展至坎底和瑞波。
孟拱於1479年和1483年曾被中國明朝佔領，在1495年後重新獨立。在16世紀被緬甸阿瓦王朝佔領，在1796被貢榜王朝合併成為一個謬。
在英國統治時期，孟拱分屬密支那縣和曼德勒省。